# Kocyno
Kocyno (ros. Коцыно) – wieś w Rosji, w rejonie mieżdurieczeńskim obwodu wołogodzkiego. W 2010 r. liczyła 3 mieszkańców.